# Mary Crosby
Mary Crosby, född 14 september 1959 i Los Angeles, Kalifornien, är en amerikansk skådespelare. Hon är dotter till Bing Crosby.
Mary Crosby är mest känd för sin roll som Kristin Shepard i TV-serien Dallas. 
Hon har även haft roller i bland annat Legenden om Zorro, Starsky & Hutch, Beverly Hills 90210, Star Trek: Deep Space Nine och Mord och inga visor.

## Filmografi i urval
- Starsky & Hutch (1978)
- Dallas (1979-1981, 1991)
- Knots Landing  (1980)
- Kärlek ombord (1982-1986)
- Hotellet (1984-1985)
- Nord och Syd II (1986)
- Stagecoach (1986)
- Paradise, Vilda västern (1991)
- Mord och inga visor (1991-1992)
- Lois & Clark (1993)
- Star Trek: Deep Space Nine (1994)
- Men Who Hate Women & the Women Who Love Them (1994)
- Mord, mina herrar (1995)
- Beverly Hills, 90210 (1995-1996)
- Dallas Reunion: The Return to Southfork (2004)
- Legenden om Zorro (2005)